# 24 Heures de Daytona 2001
Navigation
Édition précédente Édition suivante
Les 24 Heures de Daytona 2001 (officiellement appelé le Rolex 24 at Daytona 2001), disputées sur les 3 février 2001 et 4 février 2001 sur le Daytona International Speedway sont la trente-neuvième édition de cette épreuve, la trente-cinquième sur un format de vingt-quatre heures, et la première manche des Grand American Road Racing Championship 2001.

## Engagés
La liste officielle des engagés était composée de 120 voitures. 88 ont participé aux essais dont 16 en SportsRacing Prototype, 9 en SportsRacing Prototypes II, 15 en Grand Touring Sport, 40 en Grand Touring et 8 en American Grand Touring.

## Course
Voici le classement provisoire au terme de la course,.
- Les vainqueurs de chaque catégorie sont signalés par un fond jauni.
- Pour la colonne Pneus, il faut passer le curseur au-dessus du modèle pour connaître le manufacturier de pneumatiques.

| Pos.    | Classe | N°  | Écurie                        | Pilotes                                                                    | Châssis                    | Pneus | Tours |
| Pos.    | Classe | N°  | Écurie                        | Pilotes                                                                    | Moteur                     | Pneus | Tours |
| ------- | ------ | --- | ----------------------------- | -------------------------------------------------------------------------- | -------------------------- | ----- | ----- |
| 1       | GTS    | 2   | Corvette Racing               | Johnny O'Connell Ron Fellows Chris Kneifel (en) Franck Fréon               | Chevrolet Corvette C5-R    | G     | 656   |
| 1       | GTS    | 2   | Corvette Racing               | Johnny O'Connell Ron Fellows Chris Kneifel (en) Franck Fréon               | Chevrolet 7.0 L V8         | G     | 656   |
| 2       | GT     | 31  | White Lightning Racing        | Christian Menzel Randy Pobst (en) Mike Fitzgerald Lucas Luhr               | Porsche 911 GT3-RS (996)   | D     | 648   |
| 2       | GT     | 31  | White Lightning Racing        | Christian Menzel Randy Pobst (en) Mike Fitzgerald Lucas Luhr               | Porsche 3.6 L Flat-6       | D     | 648   |
| 3       | GT     | 86  | Freisinger Motorsport         | Wolfgang Kaufmann Lance Stewart Cyril Chateau Paco Orti                    | Porsche 911 GT3-RS (996)   | Y     | 644   |
| 3       | GT     | 86  | Freisinger Motorsport         | Wolfgang Kaufmann Lance Stewart Cyril Chateau Paco Orti                    | Porsche 3.6 L Flat-6       | Y     | 644   |
| 4       | GTS    | 3   | Corvette Racing               | Dale Earnhardt Dale Earnhardt Jr. Andy Pilgrim Kelly Collins               | Chevrolet Corvette C5-R    | G     | 642   |
| 4       | GTS    | 3   | Corvette Racing               | Dale Earnhardt Dale Earnhardt Jr. Andy Pilgrim Kelly Collins               | Chevrolet 7.0 L V8         | G     | 642   |
| 5       | GT     | 56  | Seikel Motorsport             | Gabrio Rosa Fabio Rosa Fabio Babini Alex Caffi                             | Porsche 911 GT3-RS (996)   | Y     | 637   |
| 5       | GT     | 56  | Seikel Motorsport             | Gabrio Rosa Fabio Rosa Fabio Babini Alex Caffi                             | Porsche 3.6 L Flat-6       | Y     | 637   |
| 6       | GTS    | 01  | Bytzek Motorsport             | Larry Schumacher Harry Bytzek John Brenner James Holtom                    | Porsche 911 GT1 Evo        | D     | 632   |
| 6       | GTS    | 01  | Bytzek Motorsport             | Larry Schumacher Harry Bytzek John Brenner James Holtom                    | Porsche 3.6 L Flat-6 Turbo | D     | 632   |
| 7       | GT     | 43  | Orbit Racing                  | Peter Baron Kyle Petty Gian Luigi Buitoni Leo Hindery (en) Tony Kester     | Porsche 911 GT3-RS (996)   | D     | 630   |
| 7       | GT     | 43  | Orbit Racing                  | Peter Baron Kyle Petty Gian Luigi Buitoni Leo Hindery (en) Tony Kester     | Porsche 3.6 L Flat-6       | D     | 630   |
| 8       | GT     | 81  | G&W Motorsports               | Darren Law Matt Drendel David Murry Cort Wagner                            | Porsche 911 GT3 R (996)    | Y     | 629   |
| 8       | GT     | 81  | G&W Motorsports               | Darren Law Matt Drendel David Murry Cort Wagner                            | Porsche 3.6 L Flat-6       | Y     | 629   |
| 9       | GT     | 10  | Genesis Racing                | Bill Auberlen Chris Gleason Rick Fairbanks Chris Miller                    | BMW M3 E46                 | Y     | 627   |
| 9       | GT     | 10  | Genesis Racing                | Bill Auberlen Chris Gleason Rick Fairbanks Chris Miller                    | BMW 3.2 L I6               | Y     | 627   |
| 10      | GT     | 39  | White Lightning Racing        | Hugh Plumb Kimberly Hiskey Michael Culver Michael Petersen                 | Porsche 911 GT3 R (996)    | D     | 627   |
| 10      | GT     | 39  | White Lightning Racing        | Hugh Plumb Kimberly Hiskey Michael Culver Michael Petersen                 | Porsche 3.6 L Flat-6       | D     | 627   |
| 11      | SRP    | 63  | Downing/Atlanta Racing        | Howard Katz Chris Ronson A. J. Smith Jim Downing                           | Kudzu DLY                  | G     | 624   |
| 11      | SRP    | 63  | Downing/Atlanta Racing        | Howard Katz Chris Ronson A. J. Smith Jim Downing                           | Mazda 4-Rotor              | G     | 624   |
| 12      | GT     | 50  | AASCO-Boduck                  | Craig Stanton Andy Hajducky Takashi Suzuki                                 | Porsche 911 GT3 R (996)    | Y     | 618   |
| 12      | GT     | 50  | AASCO-Boduck                  | Craig Stanton Andy Hajducky Takashi Suzuki                                 | Porsche 3.6 L Flat-6       | Y     | 618   |
| 13      | SRP II | 21  | Archangel Motorsport Services | Andy Lally Paul Macey Martin Henderson Peter Seldon                        | Lola B2K/40                | A     | 600   |
| 13      | SRP II | 21  | Archangel Motorsport Services | Andy Lally Paul Macey Martin Henderson Peter Seldon                        | Nissan 3.0 L V6            | A     | 600   |
| 14 Abd. | SRP    | 16  | Dyson Racing                  | James Weaver Butch Leitzinger Andy Wallace                                 | Riley & Scott Mk III (en)  | G     | 598   |
| 14 Abd. | SRP    | 16  | Dyson Racing                  | James Weaver Butch Leitzinger Andy Wallace                                 | Ford 6.0 L V8              | G     | 598   |
| 15      | GT     | 34  | Spencer Pumpelly Racing       | Spencer Pumpelly Stevan Ivankovich Tom Pumpelly Rick Dilorio               | Porsche 911 GT3 R (996)    | D     | 595   |
| 15      | GT     | 34  | Spencer Pumpelly Racing       | Spencer Pumpelly Stevan Ivankovich Tom Pumpelly Rick Dilorio               | Porsche 3.6 L Flat-6       | D     | 595   |
| 16      | GT     | 40  | MAC Racing                    | Antonio De Castro Luca Cattaneo Renato Bicciato Franco Bugané              | Porsche 911 GT3 R (996)    | D     | 593   |
| 16      | GT     | 40  | MAC Racing                    | Antonio De Castro Luca Cattaneo Renato Bicciato Franco Bugané              | Porsche 3.6 L Flat-6       | D     | 593   |
| 17      | GT     | 57  | Seikel Motorsport             | Stefano Buttiero (en) Philip Collin Andrew Bagnall (en) Tony Burgess       | Porsche 911 GT3 R (996)    | Y     | 590   |
| 17      | GT     | 57  | Seikel Motorsport             | Stefano Buttiero (en) Philip Collin Andrew Bagnall (en) Tony Burgess       | Porsche 3.6 L Flat-6       | Y     | 590   |
| 18      | GT     | 71  | Freisinger Motorsport         | Yukihiro Hane Kurt Thiel Klaus Horn Manfred Jurasz                         | Porsche 911 GT3 R (996)    | Y     | 585   |
| 18      | GT     | 71  | Freisinger Motorsport         | Yukihiro Hane Kurt Thiel Klaus Horn Manfred Jurasz                         | Porsche 3.6 L Flat-6       | Y     | 585   |
| 19      | SRP    | 20  | Dyson Racing                  | Elliott Forbes-Robinson Rob Dyson (en) Max Papis Niclas Jönsson            | Riley & Scott Mk III (en)  | G     | 584   |
| 19      | SRP    | 20  | Dyson Racing                  | Elliott Forbes-Robinson Rob Dyson (en) Max Papis Niclas Jönsson            | Ford 6.0 L V8              | G     | 584   |
| 20      | SRP II | 62  | Team Spencer Motorsports      | Rich Grupp Ryan Hampton Dennis Spencer                                     | Kudzu DLM                  | G     | 577   |
| 20      | SRP II | 62  | Team Spencer Motorsports      | Rich Grupp Ryan Hampton Dennis Spencer                                     | Mazda 3-Rotor              | G     | 577   |
| 21      | SRP    | 37  | Intersport Racing             | Jon Field Carl Rosenblad Joel Field Clint Field                            | Lola B2K/10                | G     | 566   |
| 21      | SRP    | 37  | Intersport Racing             | Jon Field Carl Rosenblad Joel Field Clint Field                            | Judd 4.0 L V10             | G     | 566   |
| 22 Abd. | SRP    | 74  | Robinson Racing               | Jack Baldwin (en) George Robinson Irv Hoerr (en) Buddy Lazier              | Riley & Scott Mk III (en)  | G     | 563   |
| 22 Abd. | SRP    | 74  | Robinson Racing               | Jack Baldwin (en) George Robinson Irv Hoerr (en) Buddy Lazier              | Judd 4.0 L V10             | G     | 563   |
| 23      | GT     | 14  | Autometrics Motorsports       | Cory Friedman Adam Merzon Basil Demeroutis Lynn Wilson                     | Porsche 993 Carrera RSR    | D     | 563   |
| 23      | GT     | 14  | Autometrics Motorsports       | Cory Friedman Adam Merzon Basil Demeroutis Lynn Wilson                     | Porsche 3.8 L Flat-6       | D     | 563   |
| 24      | GTS    | 24  | Marcos Racing International   | Cor Euser Calum Lockie Herman Buurman                                      | Marcos Mantara LM600       | D     | 562   |
| 24      | GTS    | 24  | Marcos Racing International   | Cor Euser Calum Lockie Herman Buurman                                      | Chevrolet 6.9 L V8         | D     | 562   |
| 25      | GT     | 41  | MAC Racing                    | Fabio Mancini Gianni Collini Paolo Rapetti Michel Neugarten                | Porsche 996 GT3-RS         | D     | 561   |
| 25      | GT     | 41  | MAC Racing                    | Fabio Mancini Gianni Collini Paolo Rapetti Michel Neugarten                | Porsche 3.6 L Flat-6       | D     | 561   |
| 26      | GT     | 67  | The Racer's Group             | Don Kitch Jr. Dave Gaylord Dave Parker Mike Oberholtzer                    | Porsche 911 GT3 R (996)    | G     | 560   |
| 26      | GT     | 67  | The Racer's Group             | Don Kitch Jr. Dave Gaylord Dave Parker Mike Oberholtzer                    | Porsche 3.6 L Flat-6       | G     | 560   |
| 27      | GTS    | 25  | Marcos Racing International   | Miguel Ángel de Castro Peter van der Kolk Toto Lassally                    | Marcos Mantara LM600       | D     | 557   |
| 27      | GTS    | 25  | Marcos Racing International   | Miguel Ángel de Castro Peter van der Kolk Toto Lassally                    | Chevrolet 6.0 L V8         | D     | 557   |
| 28      | AGT    | 11  | Hamilton Safe Motorsports     | Ken Bupp Dick Greer Doug Mills Simon Gregg                                 | Chevrolet Camaro           | G     | 553   |
| 28      | AGT    | 11  | Hamilton Safe Motorsports     | Ken Bupp Dick Greer Doug Mills Simon Gregg                                 | Chevrolet 5.9 L V8         | G     | 553   |
| 29      | GT     | 66  | The Racer's Group             | Wade Gaughran Justin Marks Steve Miller Kiichi Takahashi                   | Porsche 911 GT3 R (996)    | G     | 547   |
| 29      | GT     | 66  | The Racer's Group             | Wade Gaughran Justin Marks Steve Miller Kiichi Takahashi                   | Porsche 3.6 L Flat-6       | G     | 547   |
| 30      | GT     | 55  | Club: Yellow Magic            | Toshio Suzuki Tsuyoshi Takahashi Syougo Mitsuyama Shinichi Yamaji (en)     | Ferrari F355               | Y     | 543   |
| 30      | GT     | 55  | Club: Yellow Magic            | Toshio Suzuki Tsuyoshi Takahashi Syougo Mitsuyama Shinichi Yamaji (en)     | Ferrari F129B 3.9 L V8     | Y     | 543   |
| 31      | GTS    | 114 | Chamberlain Motorsports       | Stefano Zonca Raffaele Sangiuolo Milka Duno David Gooding                  | Dodge Viper GTS-R          | D     | 530   |
| 31      | GTS    | 114 | Chamberlain Motorsports       | Stefano Zonca Raffaele Sangiuolo Milka Duno David Gooding                  | Dodge 8.0 L V10            | D     | 530   |
| 32      | GT     | 52  | Safina Racing                 | Scooter Gabel Joseph Safina Doc Lowman Carlos de Quesada                   | BMW M3                     | Y     | 530   |
| 32      | GT     | 52  | Safina Racing                 | Scooter Gabel Joseph Safina Doc Lowman Carlos de Quesada                   | BMW 3.2 L I6               | Y     | 530   |
| 33      | AGT    | 09  | Team X1-R                     | Craig Conway Erik Messley Doug Goad Richard Maugeri                        | Chevrolet Camaro           | G     | 528   |
| 33      | AGT    | 09  | Team X1-R                     | Craig Conway Erik Messley Doug Goad Richard Maugeri                        | Chevrolet 5.9 L V8         | G     | 528   |
| 34      | GT     | 9   | Genesis Racing                | Marc Bunting Emil Assentato (en) Philip Schearer Steve Ahlgrim             | BMW M3                     | Y     | 510   |
| 34      | GT     | 9   | Genesis Racing                | Marc Bunting Emil Assentato (en) Philip Schearer Steve Ahlgrim             | BMW 3.2 L I6               | Y     | 510   |
| 35 Abd. | GT     | 05  | Haberthur Racing              | Francesc Gutiérrez Nigel Smith (en) Patrick Vuillaume Jean-Charles Cartier | Porsche 911 GT3 R (996)    | D     | 505   |
| 35 Abd. | GT     | 05  | Haberthur Racing              | Francesc Gutiérrez Nigel Smith (en) Patrick Vuillaume Jean-Charles Cartier | Porsche 3.6 L Flat-6       | D     | 505   |
| 36      | GTS    | 30  | Mastercar                     | Fabian Peroni Tony Ring Sergey Zlobin Andrea Montermini                    | Ferrari F355               | K     | 505   |
| 36      | GTS    | 30  | Mastercar                     | Fabian Peroni Tony Ring Sergey Zlobin Andrea Montermini                    | Ferrari F129B 3.9 L V8     | K     | 505   |
| 37 Abd. | SRP II | 26  | Northstar Racing              | Cass Whitehead B. J. Zacharias Jeff Giangrande Chris Hall                  | Lola B2K/40                | A     | 498   |
| 37 Abd. | SRP II | 26  | Northstar Racing              | Cass Whitehead B. J. Zacharias Jeff Giangrande Chris Hall                  | Nissan 3.0 L V6            | A     | 498   |
| 38      | GTS    | 69  | Proton Competition            | Horst Felbermayr Horst Felbermayr Jr. Christian Ried Gerold Ried           | Porsche 911 GT2            | Y     | 495   |
| 38      | GTS    | 69  | Proton Competition            | Horst Felbermayr Horst Felbermayr Jr. Christian Ried Gerold Ried           | Porsche 3.6 L Flat-6       | Y     | 495   |
| 39 Abd. | GT     | 54  | JET Motorsports               | Toney Jennings Terry Borcheller Boris Said Hans-Joachim Stuck              | BMW M3 E46 GTR             | Y     | 490   |
| 39 Abd. | GT     | 54  | JET Motorsports               | Toney Jennings Terry Borcheller Boris Said Hans-Joachim Stuck              | BMW 5.0 L V8               | Y     | 490   |
| 40 Abd. | AGT    | 44  | Team Amick Motorsports        | Joe Varde David Amick Lyndon Amick (en) Bill Lester (en)                   | Chevrolet Corvette         | G     | 488   |
| 40 Abd. | AGT    | 44  | Team Amick Motorsports        | Joe Varde David Amick Lyndon Amick (en) Bill Lester (en)                   | Chevrolet 6.1 L V8         | G     | 488   |
| 41      | GTS    | 0   | Bytzek Motorsport             | Scott Maxwell David Empringham Richard Spenard Klaus Bytzek                | Porsche 911 GT1 Evo        | D     | 479   |
| 41      | GTS    | 0   | Bytzek Motorsport             | Scott Maxwell David Empringham Richard Spenard Klaus Bytzek                | Porsche 3.6 L Flat-6 Turbo | D     | 479   |
| 42      | GT     | 65  | Cirtek Motorsport             | Claudia Hürtgen Robert Orcutt Jürgen Lornez Heinrich Langfermann           | Porsche 911 GT3 R (996)    | D     | 477   |
| 42      | GT     | 65  | Cirtek Motorsport             | Claudia Hürtgen Robert Orcutt Jürgen Lornez Heinrich Langfermann           | Porsche 3.6 L Flat-6       | D     | 477   |
| 43 Abd. | SRP II | 89  | Porschehaus Racing            | Greg Pootmans Bruno St. Jacques Robert Julian Bob Woodman                  | Lola B2K/40                | G     | 473   |
| 43 Abd. | SRP II | 89  | Porschehaus Racing            | Greg Pootmans Bruno St. Jacques Robert Julian Bob Woodman                  | Nissan 3.0 L V6            | G     | 473   |
| 44 Abd. | GT     | 60  | PK Sport                      | Geoff Lister Mike Youles Fred Moss Matt Turner                             | Porsche 911 GT3 R (996)    | D     | 471   |
| 44 Abd. | GT     | 60  | PK Sport                      | Geoff Lister Mike Youles Fred Moss Matt Turner                             | Porsche 3.6 L Flat-6       | D     | 471   |
| 45 Abd. | GTS    | 07  | G&W Motorsports               | Steve Marshall Danny Marshall (en) Johannes van Overbeek Tim Holt          | Porsche 911 GT2 (993)      | Y     | 470   |
| 45 Abd. | GTS    | 07  | G&W Motorsports               | Steve Marshall Danny Marshall (en) Johannes van Overbeek Tim Holt          | Porsche 3.6 L Flat-6 Turbo | Y     | 470   |
| 46 Abd. | SRP    | 12  | Risi Competizione             | Ralf Kelleners Allan McNish David Brabham Eric van de Poele                | Ferrari 333 SP             | G     | 462   |
| 46 Abd. | SRP    | 12  | Risi Competizione             | Ralf Kelleners Allan McNish David Brabham Eric van de Poele                | Ferrari F310E 4.0 L V12    | G     | 462   |
| 47 Abd. | SRP II | 22  | Archangel Motorsport Services | Andrew Davis Tony Dudek Mike Durand Jeff Clinton                           | Lola B2K/40                | A     | 460   |
| 47 Abd. | SRP II | 22  | Archangel Motorsport Services | Andrew Davis Tony Dudek Mike Durand Jeff Clinton                           | Nissan 3.0 L V6            | A     | 460   |
| 48      | AGT    | 96  | Tropic Zone Racing            | Dave Bacher Anthony Puleo Hans Hauser Robert Dubler                        | Oldsmobile Cutlass         | G     | 407   |
| 48      | AGT    | 96  | Tropic Zone Racing            | Dave Bacher Anthony Puleo Hans Hauser Robert Dubler                        | Chevrolet 6.1 L V8         | G     | 407   |
| 49      | GT     | 68  | The Racer's Group             | Kevin Buckler (en) Jim Michaelian Stephen Earle Dilantha Malagamuwa (en)   | Porsche 911 GT3 RS (996)   | Y     | 354   |
| 49      | GT     | 68  | The Racer's Group             | Kevin Buckler (en) Jim Michaelian Stephen Earle Dilantha Malagamuwa (en)   | Porsche 3.6 L Flat-6       | Y     | 354   |
| 50      | GT     | 32  | Goldin Bros Racing            | Steve Goldin Keith Goldin Scott Finlay Dave Rankin                         | Mazda RX-7                 | G     | 351   |
| 50      | GT     | 32  | Goldin Bros Racing            | Steve Goldin Keith Goldin Scott Finlay Dave Rankin                         | Mazda 2-Rotor              | G     | 351   |
| 51 Abd. | SRP    | 4   | Philip Creighton Motorsports  | Duncan Dayton John Burton Rick Sutherland Scott Schubot                    | Lola B2K/10                | G     | 347   |
| 51 Abd. | SRP    | 4   | Philip Creighton Motorsports  | Duncan Dayton John Burton Rick Sutherland Scott Schubot                    | Ford 6.0 L V8              | G     | 347   |
| 52 Abd. | GT     | 35  | Jürgen Alzen Motorsports      | Ulli Richter Enzo Calderari Lilian Bryner Jürgen Alzen (en)                | Porsche 911 GT3 R (996)    | Y     | 315   |
| 52 Abd. | GT     | 35  | Jürgen Alzen Motorsports      | Ulli Richter Enzo Calderari Lilian Bryner Jürgen Alzen (en)                | Porsche 3.6 L Flat-6       | Y     | 315   |
| 53 Abd. | GT     | 17  | RWS Motorsports               | Luca Riccitelli Dieter Quester Marc Duez Hans-Jörg Hofer                   | Porsche 911 GT3 R (996)    | D     | 310   |
| 53 Abd. | GT     | 17  | RWS Motorsports               | Luca Riccitelli Dieter Quester Marc Duez Hans-Jörg Hofer                   | Porsche 3.6 L Flat-6       | D     | 310   |
| 54 Abd. | SRP II | 79  | Sportscar Racing Team Sweden  | Thed Björk Niklas Loven Stanley Dickens Larry Oberto                       | Lola B2K/40                | A     | 241   |
| 54 Abd. | SRP II | 79  | Sportscar Racing Team Sweden  | Thed Björk Niklas Loven Stanley Dickens Larry Oberto                       | Nissan 3.0 L V6            | A     | 241   |
| 55 Abd. | AGT    | 18  | Comer Racing                  | Jack Willes Andy McNeil Jon Leavy Les Vallarano                            | Chevrolet Corvette         | G     | 238   |
| 55 Abd. | AGT    | 18  | Comer Racing                  | Jack Willes Andy McNeil Jon Leavy Les Vallarano                            | Chevrolet 5.9 L V8         | G     | 238   |
| 56 Abd. | GT     | 47  | Evil Eye Racing               | Joe Foster Gary Schultheis Scott Neumann Ross Bleustein                    | Porsche 911 GT3 RS (996)   | D     | 233   |
| 56 Abd. | GT     | 47  | Evil Eye Racing               | Joe Foster Gary Schultheis Scott Neumann Ross Bleustein                    | Porsche 3.6 L Flat-6       | D     | 233   |
| 57      | GT     | 7   | Broadfoot Racing              | Jesús Diez de Villarroel Paco Orti John Warner Ronald Zitza                | Porsche 911 GT3 R (996)    | D     | 222   |
| 57      | GT     | 7   | Broadfoot Racing              | Jesús Diez de Villarroel Paco Orti John Warner Ronald Zitza                | Porsche 3.6 L Flat-6       | D     | 222   |
| 58 Abd. | SRP II | 48  | Pilbeam Racing America        | Shane Lewis Bruno Lambert Toni Seiler                                      | Pilbeam MP84               | A     | 216   |
| 58 Abd. | SRP II | 48  | Pilbeam Racing America        | Shane Lewis Bruno Lambert Toni Seiler                                      | Nissan 3.0 L V6            | A     | 216   |
| 59 Abd. | SRP    | 38  | Champion Racing               | Dorsey Schroeder (en) Bob Wollek Hurley Haywood Sascha Maassen             | Lola B2K/10                | G     | 209   |
| 59 Abd. | SRP    | 38  | Champion Racing               | Dorsey Schroeder (en) Bob Wollek Hurley Haywood Sascha Maassen             | Porsche 3.6 L Flat-6 Turbo | G     | 209   |
| 60 Abd. | GT     | 80  | G&W Motorsports               | John Morton Michael Schrom (en) Bob Mazzuoccola Stu Hayner                 | Porsche 911 GT3 R (996)    | Y     | 185   |
| 60 Abd. | GT     | 80  | G&W Motorsports               | John Morton Michael Schrom (en) Bob Mazzuoccola Stu Hayner                 | Porsche 3.6 L Flat-6       | Y     | 185   |
| 61 Abd. | SRP    | 27  | Lista Doran Racing            | Didier Theys Fredy Lienhard Ross Bentley (en) Mauro Baldi                  | Crawford SSC2K             | Y     | 181   |
| 61 Abd. | SRP    | 27  | Lista Doran Racing            | Didier Theys Fredy Lienhard Ross Bentley (en) Mauro Baldi                  | Judd 4.0 L V10             | Y     | 181   |
| 62 Abd. | SRP    | 78  | Sezio Florida Racing Team     | Patrice Roussel John Macaluso Edouard Sezionale Georges Forgeois           | Norma M2000-01             | G     | 179   |
| 62 Abd. | SRP    | 78  | Sezio Florida Racing Team     | Patrice Roussel John Macaluso Edouard Sezionale Georges Forgeois           | Mader (BMW) 4.0 L V8       | G     | 179   |
| 63 Abd. | SRP II | 6   | TRP Racing                    | Jeff Bucknum Brent Sherman (en) Travis Duder Gary Tiller                   | Lola B2K/40                | G     | 138   |
| 63 Abd. | SRP II | 6   | TRP Racing                    | Jeff Bucknum Brent Sherman (en) Travis Duder Gary Tiller                   | Nissan 3.0 L V6            | G     | 138   |
| 64 Abd. | AGT    | 53  | Diablo Racing                 | Eric Curran Mayo T. Smith Todd Snyder (en) Tom Scheuren                    | Chevrolet Camaro           | G     | 125   |
| 64 Abd. | AGT    | 53  | Diablo Racing                 | Eric Curran Mayo T. Smith Todd Snyder (en) Tom Scheuren                    | Chevrolet 5.1 L V8         | G     | 125   |
| 65      | AGT    | 46  | ACP Motorsports               | Kerry Hitt Jerry Thompson Joe Nagle Rodger Bogusz                          | Chevrolet Corvette         | H     | 117   |
| 65      | AGT    | 46  | ACP Motorsports               | Kerry Hitt Jerry Thompson Joe Nagle Rodger Bogusz                          | Chevrolet 5.8 L V8         | H     | 117   |
| 66 Abd. | SRP    | 06  | Jacobs Motorsports            | Todd Snyder (en) Peter Argetsinger (en) Nick Longhi Michael Jacobs         | Riley & Scott Mk III (en)  | D     | 112   |
| 66 Abd. | SRP    | 06  | Jacobs Motorsports            | Todd Snyder (en) Peter Argetsinger (en) Nick Longhi Michael Jacobs         | Ford 6.0 L V8              | D     | 112   |
| 67 Abd. | GT     | 92  | Cirtek Motorsport             | Hubert Haupt Anthony Kumpen Vic Rice John Young                            | Porsche 911 GT3 R (996)    | D     | 108   |
| 67 Abd. | GT     | 92  | Cirtek Motorsport             | Hubert Haupt Anthony Kumpen Vic Rice John Young                            | Porsche 3.6 L Flat-6       | D     | 108   |
| 68 Abd. | GT     | 36  | Jürgen Alzen Racing           | Angelo Zadra Pedro Couceiro (en) Ulrich Gallade Duncan Huisman             | Porsche 911 GT3-RS (996)   | Y     | 106   |
| 68 Abd. | GT     | 36  | Jürgen Alzen Racing           | Angelo Zadra Pedro Couceiro (en) Ulrich Gallade Duncan Huisman             | Porsche 3.6 L Flat-6       | Y     | 106   |
| 69 Abd. | SRP    | 8   | Konrad Motorsport             | Franz Konrad Alan Heath Charles Slater Gualter Salles (en)                 | Lola B2K/10                | G     | 96    |
| 69 Abd. | SRP    | 8   | Konrad Motorsport             | Franz Konrad Alan Heath Charles Slater Gualter Salles (en)                 | Ford 6.0 L V8              | G     | 96    |
| 70 Abd. | SRP    | 83  | Bob Akin Motorsports          | Norman Simon Mark Simo (en) Brian DeVries Michael Lauer                    | Riley & Scott Mk III (en)  | Y     | 92    |
| 70 Abd. | SRP    | 83  | Bob Akin Motorsports          | Norman Simon Mark Simo (en) Brian DeVries Michael Lauer                    | Ford 6.0 L V8              | Y     | 92    |
| 71      | AGT    | 23  | Gwen Racing                   | Mark Montgomery Sim Penton Pascal Dro Patrick Cachet                       | Chevrolet Camaro           | P     | 67    |
| 71      | AGT    | 23  | Gwen Racing                   | Mark Montgomery Sim Penton Pascal Dro Patrick Cachet                       | Chevrolet 6.0 L V8         | P     | 67    |
| 72 Abd. | SRP    | 28  | Intersport Racing             | Spencer Trenery Frank Emmett Bruce Trenery Patrick van Schoote             | Riley & Scott Mk III (en)  | G     | 62    |
| 72 Abd. | SRP    | 28  | Intersport Racing             | Spencer Trenery Frank Emmett Bruce Trenery Patrick van Schoote             | Ford 5.1 L V8              | G     | 62    |
| 73 Abd. | GT     | 02  | Morrison/Mosler Racing        | João Barbosa Scott Deware (en) John Heinricy (en) Jim Minneker             | Mosler MT900 R             | D     | 61    |
| 73 Abd. | GT     | 02  | Morrison/Mosler Racing        | João Barbosa Scott Deware (en) John Heinricy (en) Jim Minneker             | Chevrolet 5.7 L V8         | D     | 61    |
| 74 Abd. | GTS    | 5   | Rocketsports Racing           | Paul Gentilozzi Scott Pruett Johnny Miller (en) Anthony Lazzaro            | Saleen S7-R                | G     | 50    |
| 74 Abd. | GTS    | 5   | Rocketsports Racing           | Paul Gentilozzi Scott Pruett Johnny Miller (en) Anthony Lazzaro            | Ford 6.9 L V8              | G     | 50    |
| 75 Abd. | GTS    | 91  | Cirtek Motorsport             | David Warnock Ugo Colombo Bernardo Sa Nogueira Christian D'Agostin         | Porsche 911 GT2 (993)      | D     | 48    |
| 75 Abd. | GTS    | 91  | Cirtek Motorsport             | David Warnock Ugo Colombo Bernardo Sa Nogueira Christian D'Agostin         | Porsche 3.6 L Flat-6 Turbo | D     | 48    |
| 76 Abd. | GTS    | 15  | Chamberlain Motorsports       | Christian Vann Chris Bingham (en) Seiji Ara Robert Nearn                   | Dodge Viper GTS-R          | D     | 45    |
| 76 Abd. | GTS    | 15  | Chamberlain Motorsports       | Christian Vann Chris Bingham (en) Seiji Ara Robert Nearn                   | Dodge 8.0 L V10            | D     | 45    |
| 77 Abd. | GT     | 42  | Orbit Racing                  | Tommy Byrne Richard Millman Tony Kester Michael Collucci                   | Porsche 911 GT3-RS (996)   | D     | 37    |
| 77 Abd. | GT     | 42  | Orbit Racing                  | Tommy Byrne Richard Millman Tony Kester Michael Collucci                   | Porsche 3.6 L Flat-6       | D     | 37    |
| 78 Abd. | GTS    | 76  | Gunnar Racing                 | Gunnar Jeannette Wayne Jackson Paul Newman Mike Brockman                   | Porsche 911 GT1 Evo        | D     | 37    |
| 78 Abd. | GTS    | 76  | Gunnar Racing                 | Gunnar Jeannette Wayne Jackson Paul Newman Mike Brockman                   | Porsche 3.6 L Flat-6 Turbo | D     | 37    |
| 79 Abd. | SRP    | 95  | TRV Motorsports               | Jeret Schroeder (en) Tom Volk John Mirro Barry Waddell                     | Riley & Scott Mk III (en)  | G     | 3     |
| 79 Abd. | SRP    | 95  | TRV Motorsports               | Jeret Schroeder (en) Tom Volk John Mirro Barry Waddell                     | Chevrolet 5.0 L V8         | G     | 3     |
| Np.     | SRP II | 49  | Pilbeam Racing America        | Phil Harris                                                                | Pilbeam MP84               | A     | -     |
| Np.     | SRP II | 49  | Pilbeam Racing America        | Phil Harris                                                                | Nissan 3.0 L V6            | A     | -     |